# Hermanas de la Caridad de Santa Juana Antida Thouret
La Congregación de Hermanas de la Caridad de Santa Juana Antida Thouret (oficialmente en latín: Congregatio Sororum Caritatis a Sancta Ioanna Antida Thouret) es una congregación religiosa católica femenina, de vida apostólica y de derecho pontificio, fundada en 1799 por la religiosa francesa Juana Antida Thouret, en Besanzón. A las religiosas de este instituto se les conoce como hermanas de la caridad y posponen a sus nombres las siglas S.D.C.

## Historia

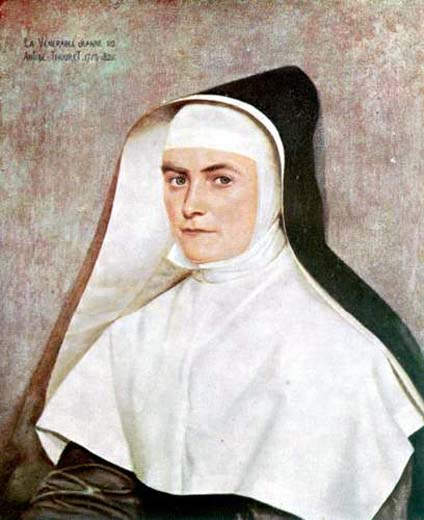
Juana Antida Thouret (1765-1826), fundadora de la congregación, es venerada como santa en la Iglesia católica.

La congregación fue fundada en Besanzón, Francia, por Juana Antida Thouret, quien anteriormente había pertenecido a las Hijas de la Caridad de San Vicente de Paúl. Luego de retirarse de dicha sociedad, a causa de la Revolución francesa, el 11 de abril de 1799 dio inicio al nuevo instituto para la educación de los jóvenes, la asistencia de los pobres y la cura de los enfermos.
El instituto recibió la aprobación como congregación religiosa de derecho diocesano el 26 de septiembre de 1807, de parte de Claude Le Coz, obispo de Besanzón. El papa Pío VII elevó el instituto a congregación religiosa de derecho pontificio, mediante decretum laudis del 23 de julio de 1819.
De las miembros de esta congregación destaca la fundadora, quien es venerada como santa en la Iglesia católica. Del instituto de Thouret surgió la Congregación de las Hermanas de la Caridad de Lovere, cuyas fundadoras, Bartolomea Capitanio y Vincenza Gerosa, también son veneradas como santas en la Iglesia católica.

## Organización
La Congregación de Hermanas de la Caridad de Santa Juana Antida Thouret es un instituto religioso de derecho pontificio y centralizado, cuyo gobierno es ejercido por una superiora general. La sede central se encuentra en Roma (Italia).
Las hermanas de la caridad viven según el modelo de vida establecido en sus propias constituciones, beben de la espiritualidad y obra de Vicente de Paúl y se dedican a la educación y la asistencia de los enfermos y otras obras de caridad. En 2017, el instituto contaba con 2.065 religiosas y 267 comunidades, presentes en Albania, Argentina, Bolivia, Brasil, Camerún, Chad, Francia, Egipto, Estados Unidos, Etiopía, India, Indonesia, Italia, Laos, Líbano, Malta, Moldavia, Pakistán, Paraguay, Reino Unido, República Centroafricana, Rumanía, Siria, Sudán, Suiza y Tailandia.

## Beatas de la Organización
Al menos dos miembros de su organización han sido beatificadas: Julia Valle y Enriqueta Alfieri. 